# Vilde Bøe Risa
Vilde Bøe Risa, född 13 juli 1995, är en norsk fotbollsspelare som spelar för engelska Manchester United.

## Klubbkarriär
Bøe Risa spelade ungdomsfotboll i Åsane Fotball. 2012 gick hon till Arna-Bjørnar. Bøe Risa missade hela säsongen 2017 på grund av en korsbandsskada.
Den 18 december 2018 värvades Bøe Risa av Kopparbergs/Göteborg FC. Efter säsongen 2020 lämnade Bøe Risa klubben och i april 2021 blev hon klar för norska IL Sandviken. Den 20 juli 2021 värvades Bøe Risa av engelska Manchester United, där hon skrev på ett tvåårskontrakt med option på ytterligare ett år.

## Landslagskarriär
Bøe Risa debuterade för Norges landslag den 19 september 2016 i en 5–0-vinst över Israel. Hon blev inbytt i den 65:e minuten och gjorde fem minuter senare sitt första mål.